# Costanza Andrade
Costanza Andrade es una actriz mexicana de cine y televisión, reconocida principalmente por su papel protagónico en el seriado de 2023 Mariachis y por su participación en otras producciones para televisión como Señora Acero, Un extraño enemigo, Sincronía, Las Azules y Pancho Villa, el centauro del norte. 

## Biografía
Andrade empezó a mostrar interés en la actuación desde su infancia. Después de ver la película El laberinto del fauno de Guillermo del Toro, decidió que quería dedicarse al oficio de actriz. Inició su recorrido por la televisión y el cine de su país a mediados de la década de 2010, con pequeñas participaciones en seriados como Érase una vez, Dogma y Como dice el dicho, e interpretó el papel de Alejandra en tres episodios de la serie Sincronía en 2017. Un año después figuró en el filme Lady Rancho, del cineasta Rafael Montero.
Logró reconocimiento luego de interpretar el papel recurrente de Ana Vega en la serie Señora Acero, entre 2018 y 2019, y por su rol como Gabriela en Un extraño enemigo, distribuida por la plataforma Prime Video. En la década de 2020 ha figurado en producciones para televisión como Un día para vivir, Señorita 89 y Mariachis; en esta última interpretó el papel principal de Cristina y compartió elenco con Pedro Fernández, Alberto Estrella y Vadhir Derbez. Protagonizó en 2022 el filme La inevitable muerte del cangrejo, del director Ahcitz Azcona, estrenado en Prime Video.
En 2023 interpretó el papel de Elisa Griensen, una patriota mexicana que se enfrentó al ejército de los Estados Unidos durante la época de la revolución mexicana, en el seriado de Star+ Pancho Villa, el centauro del norte. En 2024 figuró en los seriados ¿Quién lo mató? y Las Azules.

## Filmografía destacada

### Televisión
| Año  | Título                              | Papel           | Notas        |
| ---- | ----------------------------------- | --------------- | ------------ |
| 2016 | Como dice el dicho                  | Leila           | 1 episodio   |
| 2017 | Sincronía                           | Alejandra       | 3 episodios  |
| 2017 | Dogma                               | Marina          | 1 episodio   |
| 2017 | Érase una vez                       | Maribel         | 1 episodio   |
| 2018 | Paramédicos                         | Gloria          | 1 episodio   |
| 2018 | Run Coyote Run                      | Hermana de Olga | 1 episodio   |
| 2018 | Un extraño enemigo                  | Gabriela        | 4 episodios  |
| 2018 | Señora Acero                        | Ana Vega        | 42 episodios |
| 2021 | Un día para vivir                   | Fabiola         | 1 episodio   |
| 2022 | Señorita 89                         | Miss Querétaro  | 4 episodios  |
| 2023 | Mariachis                           | Cristina        | 8 episodios  |
| 2023 | Pancho Villa: el centauro del norte | Elisa Griensen  | 2 episodios  |
| 2024 | ¿Quién lo mató?                     | Gaby Ruffo      | 2 episodios  |
| 2024 | Las Azules                          | Clara           | 3 episodios  |

### Cine
| Año  | Título                            | Papel     | Notas |
| ---- | --------------------------------- | --------- | ----- |
| 2015 | Cuando den las tres               | Constanza |       |
| 2016 | Treintona, soltera y fantástica   | Lucía     |       |
| 2017 | Septiembre, un llanto en silencio | Teresa    |       |
| 2018 | Lady Rancho                       | Andy      |       |
| 2022 | La inevitable muerte del cangrejo | Ximena    |       |
| 2024 | Hijo de Familia                   | Melissa   |       |